# 智利憲法

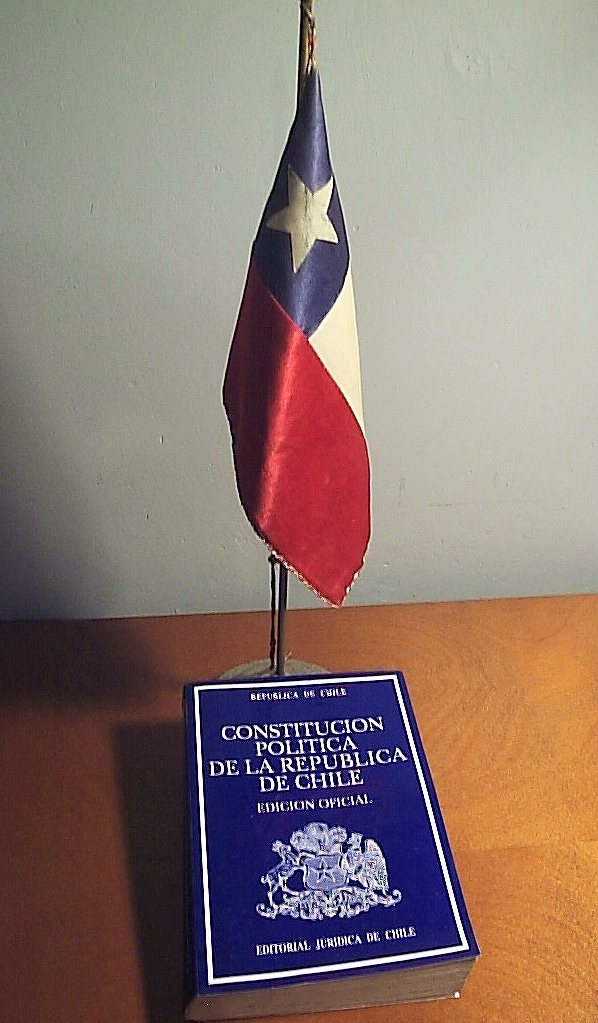
一本智利國旗下的《智利憲法》。

现行的《智利共和国政治宪法》（西班牙語：Constitución Política de la República de Chile）通过于1980年9月11日，而智利自獨立以來，曾先後有過九部不同的憲法。而智利的最後兩次修憲分別是在2005年和2011年。智利實施時間最長的憲法是1833年憲法和1925年版憲法。智利的法系屬於大陸法系。合憲審查由憲法法院負責。

## 歷史

### 1833年憲法
1818年，智利正式宣告獨立。隨後，在1822年，智利制訂了第一部憲法。1928年，智利國民議會通過了新憲法。1833年5月25日，該憲法由時任智利總統華金·普列托正式頒佈。
這部憲法規定的內容包括：國家主權屬於全體公民，所有公民在法律面前一律平等；智利國教爲羅馬天主教；智利的立法權由分爲眾議院和參議院的國民議會行使。不過，國民的文化程度和財產狀況必須要達標纔能參選議員。其中，眾議院每三年一屆，由普選產生；參議院則由「特別選舉人」推薦產生，任期9年，每三年改選三分之一。而智利的行政權則由總統行使。總統是由「特別選舉人」選舉出的，任期5年，可連任一屆。另外，該憲法還確立了長子繼承制。不過，這部憲法同時規定，需要年滿25週歲，且能識字、擁有財產的國民纔有選舉權。另外，除羅馬天主教外，其它教派均無權舉行集會。

### 1925年憲法
1925年，智利舉行公投，其目的旨在對1833年憲法進行改革。最終，這次公投通過。同年9月18日，智利正式頒佈新憲法。該憲法規定智利實行三權分立、政教分离；同時，該憲法承認宗教信仰自由、規定智利實施免費的醫療保健和教育；總統任期6年，不得連任；總統同議會均由普選產生。

### 1980年憲法
1973年智利發生軍事政變，以奧古斯托·皮諾切特爲首的軍政府上臺。他於次年（1974年）正式就任總統，並同時終止憲法，解散議會。1980年9月11日，經公投通過了新憲法。該憲法於1981年3月11日生效。該憲法規定總統任期8年，且不得連任；政府官員和國營企業工作人員不得罷工。此外，這部憲法還規定自1989年起恢復國民議會，自1997年起普選總統。

### 1989年修憲
1989年，經由公投，奧古斯托·皮諾切特被迫交權。同年通過的修正案將總統任期縮減爲四年。

### 1993年修憲
該年，國民議會通過修正案，將總統任期改回六年。

### 2005年修憲
2005年，智利完成了新一次修憲。是次修憲，政府和議會對1980年憲法作了58個實質性修改。比如，總統的一屆任期自6年縮減至4年；取消了終身參議員和指定參議員；將軍隊和警察置於總統的絕對領導下，並讓總統有權罷免軍隊的司令或警察的領導人；智利國家安全委員會不再可以超越總統。這次修憲被認爲是智利成爲民主國家的標誌。

## 現狀
根據智利現行憲法，總統是國家元首及政府首腦，有權罷免軍隊的司令或警察的領導人。總統任期4年，不得連任。2005年修憲後，參眾兩院的所有議員都由民選產生。憲法第24條規定「保護知識產權」。另外，憲法還規定智利是一個單一制總統制共和國；智利的主權屬於人民；智利全體國民在法律面前一律平等。
由於2019—2020年智利示威，智利於2020年10月25日舉辦重新制憲的公民投票，投票結果將近八成的選民贊成重新制憲，以取代1980年代獨裁者皮諾切特掌權時期訂定的舊憲法。2021年5月15日至16日的制宪大会选举，選出制憲會議的成員。新憲法草案於2022年7月4日公布，但是在同年9月4日的公投被否決。

## 來源
1. ↑  . （原始内容存档于2014年8月3日） （中文（简体））.
2. 1 2 3  .   [2014-06-20]. （原始内容存档于2016-03-04）.
3. 1 2 3 4 5 6  .   [2014-06-20]. （原始内容存档于2016-03-04） （中文（简体））.
4. ↑  .   [2014-06-20]. （原始内容存档于2020-04-01） （中文（简体））.
5. ↑  . （原始内容存档于2014-11-07）.
6. 1 2 3   (PDF).   [2014-06-20]. （原始内容存档 (PDF)于2021-08-03）.
7. ↑  . 轉角國際.   [2020-10-26]. （原始内容存档于2020-11-24）.
8. ↑  . LeyChile.   [2021-01-27]. （原始内容存档于2021-05-14） （西班牙语）.
9. ↑  . La Tercera. 2022-09-04  [2022-09-04]. （原始内容存档于2022-09-04）.
10. ↑  . The Guardian. 2022-09-05  [2022-09-05]. （原始内容存档于2022-09-05）.

## 外部連結
- 一些智利法律的文本
- 英文版的智利現行憲法